# Amy Acker
Amy Acker, född den 5 december 1976 i Dallas, Texas, USA, är en amerikansk skådespelare. Hon spelar terroristen Kelly Peyton i amerikanska TV-serien Alias. Hon spelade även Winifred 'Fred' Burkle/Illyria i TV-serien Angel 2001-2004.
Acker studerade dans i tretton år innan hon gick över till skådespeleri. Hon har ett barn tillsammans med James Carpinello.

## Filmografi

### Filmer
- 21 and a Wake-Up (2008) - Caitlin Murphy
- Fire & Ice: The Dragon Chronicles (2008) - Princess Luisa
- A Near Death Experience (2008) - Ellie/Elly
- Mr. Dramatic (2005) - Jodi
- The Novice (2004) - Jill
- Catch Me If You Can (2002) - Miggy
- Groom Lake (2002) - Kate
- The Accident (2001) - Nina

### Television
- Person of Interest (2012 - nu) - Samantha "Root" Groves
- Private Practice (2008)  (1 avsnitt - "A Family Thing") - Molly
- Dollhouse (2009) - Dr. Claire Saunders
- Ghost Whisperer (2007) (1 avsnitt - "Weight of What Was") - Tessa
- Law & Order: Criminal Intent (2007) (1 avsnitt - "Smile") - Leslie LeZard
- Drive (2007) - Kathryn Tully
- Alias (2005 - 2006) (12 avsnitt) - Kelly Peyton
- How I Met Your Mother (2006) - Penelope
- Justice League Unlimited (2005 - 2006) (4 avsnitt - röst) -  Huntress
- Supernatural (2005) - Andrea Barr
- Angel (2001 - 2004) (70 avsnitt) - Winifred "Fred" Burkle / Illyria
- Return to the Batcave: The Misadventures of Adam and Burt (2003) - Kathy Kersh
- Special Unit 2 (2001) - Nancy
- To Serve and Protect (1999) (mini-serie) - Melissa Jorgensen
- Wishbone (1995 - 1997) - okänd karaktär